# Au nom de la lune
Albums de Anggun
Anggun C. Sasmi... Lah!!!
(1993) Désirs contraires
(2000)
Compilations par Anggun
Yang Hilang
(1994)
Au nom de la lune est le premier album français d'Anggun, paru le 24 juin 1997. Il sort en Indonésie sous le nom Anggun et en version internationale sous le nom Snow on the Sahara.

## Présentation
Cet album sort plus tard à l'échelle mondiale dans 33 pays du monde par Sony Music International à la fin de 1997 jusqu'au début de 1999. 	
En outre lancé en deux versions, l'album a également une variété d'éditions avec un nombre de pistes différentes et des couvertures différentes pour les albums selon l'édition.
Aux États-Unis, l'album est sorti en supprimant la chanson Memory of Your Shores et toutes les interludes. En Indonésie et en Malaisie, l'album est sorti sous le titre Anggun avec une piste supplémentaire en langue indonésienne Kembali et une piste en langue française Au nom de la lune. Alors qu'au Japon, l'album est sorti avec trois chansons bonus en français : La Neige au Sahara, La Rose des vents, et De soleil et d'ombres. La version française de l'album Au nom de la lune contient trois principaux singles La Neige au Sahara, La Rose des vents et Au nom de la lune, ainsi qu'un single promotionnel La Ligne des sens. Alors que la version anglaise contient deux singles Snow on the Sahara et A Rose in the Wind, ainsi que quatre singles promotionnels Life on Mars aux États-Unis, Memory of Your Shores en Europe, Dream of Me pour le Japon et Kembali pour l'Indonésie et la Malaisie. L'album est un succès et ouvre les portes d'un succès international à la chanteuse.
L'album a réussi à se vendre à plus d'un million d'exemplaires dans le monde entier et d'obtenir le prix du disque de diamant. Selon les données de Sony Music, l'album a également vendu plus de 120 000 exemplaires aux États-Unis.

## Liste des titres français
| 1.  | La Neige au Sahara           | Erick Benzi              | Erick Benzi                 | 4:18 |
| 2.  | Le Départ (instrumental)     |                          | Erick Benzi                 | 0:29 |
| 3.  | Plus fort que les frontières | Erick Benzi              | Erick Benzi                 | 3:12 |
| 4.  | À la plume de tes doigts     | Jacques Veneruso, Anggun | Jacques Veneruso            | 3:31 |
| 5.  | La Rose des vents            | Erick Benzi              | Erick Benzi                 | 4:24 |
| 6.  | Gita (interlude)             | Anggun                   | Hervé Teboul                | 0:28 |
| 7.  | La Mémoire des rochers       | Erick Benzi              | Erick Benzi, Nicolas Mingot | 3:59 |
| 8.  | La Ligne des sens            | Erick Benzi              | Erick Benzi                 | 4:32 |
| 9.  | Blanca (instrumental)        |                          | Erick Benzi                 | 0:40 |
| 10. | Valparaíso                   | Erick Benzi              | Erick Benzi                 | 3:56 |
| 11. | Selamanya                    | Anggun                   | Anggun, Erick Benzi         | 2:21 |
| 12. | Au nom de la lune            | Erick Benzi              | Erick Benzi                 | 4:09 |
| 13. | Pluies (interlude)           | Jacques Veneruso         | Jacques Veneruso            | 0:55 |
| 14. | De soleils et d'ombres       | Jacques Veneruso         | Jacques Veneruso            | 4:01 |
| 15. | Always                       | Jacques Veneruso         | Jacques Veneruso            | 4:16 |
| 16. | Ceria (instrumental)         |                          | Erick Benzi                 | 0:49 |

## Liste des titres internationaux
| 1.  | Snow on the Sahara        | Nikki Matheson         | Erick Benzi                 | 4:18 |
| 2.  | Le Départ (interlude)     |                        | Erick Benzi                 | 0:29 |
| 3.  | Over Their Walls          | Nikki Matheson         | Erick Benzi                 | 3:12 |
| 4.  | On the Breath of an Angel | Nikki Matheson, Anggun | Jacques Veneruso            | 3:31 |
| 5.  | A Rose in the Wind        | Nikki Matheson         | Erick Benzi                 | 4:24 |
| 6.  | Gita (interlude)          | Anggun                 | Hervé Teboul                | 0:28 |
| 7.  | Memory of Your Shores     | Nikki Matheson         | Erick Benzi, Nicolas Mingot | 3:59 |
| 8.  | My Sensual Mind           | Nikki Matheson         | Erick Benzi                 | 4:32 |
| 9.  | Blanca (interlude)        |                        | Erick Benzi                 | 0:40 |
| 10. | Valparaíso                | Nikki Matheson         | Erick Benzi                 | 3:56 |
| 11. | Selamanya                 | Anggun                 | Anggun, Erick Benzi         | 2:21 |
| 12. | By the Moon               | Nikki Matheson         | Erick Benzi                 | 4:09 |
| 13. | Pluies (interlude)        | Jacques Veneruso       | Jacques Veneruso            | 0:55 |
| 14. | Dream of Me               | Nikki Matheson         | Jacques Veneruso            | 4:01 |
| 15. | Secret of the Sea         | Nikki Matheson         | Jacques Veneruso            | 4:16 |
| 16. | Life on Mars              | David Bowie            | David Bowie                 | 4:10 |

| 17. | Kembali           | Anggun      | Erick Benzi |      |
| 18. | Au nom de la lune | Erick Benzi | Erick Benzi | 4:18 |

| 17. | La Neige au Sahara     | Erick Benzi      | Erick Benzi      | 4:18 |
| 18. | La Rose des vents      | Erick Benzi      | Erick Benzi      | 4:24 |
| 19. | De soleils et d'ombres | Jacques Veneruso | Jacques Veneruso | 4:01 |

## Liste des titres américains
| 1.  | Snow on the Sahara        | Nikki Matheson         | Erick Benzi         | 4:18 |
| 2.  | Over Their Walls          | Nikki Matheson         | Erick Benzi         | 3:12 |
| 3.  | On the Breath of an Angel | Nikki Matheson, Anggun | Jacques Veneruso    | 3:31 |
| 4.  | A Rose in the Wind        | Nikki Matheson         | Erick Benzi         | 4:24 |
| 5.  | My Sensual Mind           | Nikki Matheson         | Erick Benzi         | 4:32 |
| 6.  | Valparaíso                | Nikki Matheson         | Erick Benzi         | 3:56 |
| 7.  | Selamanya                 | Anggun                 | Anggun, Erick Benzi | 2:21 |
| 8.  | By the Moon               | Nikki Matheson         | Erick Benzi         | 4:09 |
| 9.  | Dream of Me               | Nikki Matheson         | Jacques Veneruso    | 4:01 |
| 10. | Secret of the Sea         | Nikki Matheson         | Jacques Veneruso    | 4:16 |
| 11. | Life on Mars              | David Bowie            | David Bowie         | 4:10 |

## Classements
| Pays      | Meilleure position |
| --------- | ------------------ |
| Indonésie | 1                  |
| Malaisie  | 3                  |
| Italie    | 7                  |
| France    | 34                 |
| Finlande  | 40                 |